# Eric Van Lancker
Eric Van Lancker (Oudenaarde, 30 april 1961) is een voormalig Belgisch wielrenner. Van Lancker won vier wereldbekerkoersen, waaronder Luik-Bastenaken-Luik in 1990. In 1989 schreef hij de Amstel Gold Race op zijn naam. 
Na zijn actieve wielerloopbaan werd Van Lancker ploegleider. In maart 2016 verscheen over hem bij uitgeverij Partizaan een boek, geschreven door Christiaan Raes in samenwerking met auteur Stefaan Van Laere. Sinds 2018 is hij ploegleider bij de Procontinentale ploeg Israel Cycling Academy.

## Belangrijke overwinningen en ereplaatsen
1984
- 6e toekomst ronde
- 3e Parijs-Brussel

1985
- 2 etappes in de Milk Race
- Eindoverwinning Milk Race
- etappe Ronde van Denemarken
- 9e Waalse Pijl

1986
- etappe Parijs-Nice op de Mont Ventoux
- etappe Ronde van Italië
- etappe Ronde van Zwitserland

1987
- etappe Fiesta Tour
- etappe Willem Tell Ronde
- 2e eindklassement Ronde van de Middellandse Zee

1988
- etappe Ronde van Cantabria
- etappe Ronde van België
- 2e eindstand Ronde van België
- puntenklassement Ronde van België
- 2e Ronde van Lombardije

1989
- etappe Ronde van Baskenland
- Amstel Gold Race

1990
- Luik-Bastenaken-Luik
- etappe Montjuich

1991
- Wincanton Classic
- GP van Amerika - Montreal
- Criterium Bellegem

1992
- 2 etappes Ronde van de Vaucluse
- 2e eindstand Ronde van de Vaucluse

1994
- Brussel-Ingooigem

1996
- Ronde van de Oostkantons te Eupen

## Resultaten in voornaamste wedstrijden
| Jaar | Ronde van Italië | Ronde van Frankrijk | Ronde van Spanje |
| ---- | ---------------- | ------------------- | ---------------- |
| 1984 |                  |                     |                  |
| 1985 |                  |                     |                  |
| 1986 | 14e (1)          | 89e                 |                  |
| 1987 |                  | 56e                 |                  |
| 1988 |                  | 74e                 |                  |
| 1989 | 74e              |                     |                  |
| 1990 | opgave           | 100e                |                  |
| 1991 |                  | 84e                 | opgave           |
| 1992 |                  | opgave              |                  |
| 1993 | 68e              |                     |                  |
| 1994 |                  | opgave              |                  |
| 1995 |                  |                     |                  |

| Jaar | Milaan-San Remo | Gent-Wevelgem | Amstel Gold Race | Luik-Bast.‑Luik | Ronde van Lombardije | Waalse Pijl | Parijs-Brussel | Brabantse Pijl |  | WK op de weg |  | Wereldranglijsten |
| ---- | --------------- | ------------- | ---------------- | --------------- | -------------------- | ----------- | -------------- | -------------- |  | ------------ |  | ----------------- |
| 1984 |                 | 39e           | 49e              |                 |                      |             | Brons          |                |  |              |  |                   |
| 1985 |                 | 74e           |                  | 22e             |                      | 9e          | 32e            |                |  |              |  |                   |
| 1986 |                 |               | 49e              |                 |                      |             | 37e            | 8e             |  |              |  |                   |
| 1987 |                 | 68e           | 22e              | 27e             | ↑                    | 20e         |                |                |  |              |  |                   |
| 1988 |                 |               | 26e              | 38e             | 12e                  | 29e         | 92e            |                |  |              |  |                   |
| 1989 |                 |               | ↑                | 8e              | 29e                  | 16e         |                |                |  |              |  | 16e (UWB)         |
| 1990 |                 |               | 57e              | ↑               | 22e                  | 34e         |                |                |  |              |  | 17e (UWB)         |
| 1991 |                 |               | 68e              | 5e              |                      | 7e          |                | 19e            |  | 42e          |  |                   |
| 1992 |                 |               | 49e              | 20e             |                      |             |                |                |  |              |  |                   |
| 1993 | 114e            |               |                  |                 |                      |             |                |                |  |              |  |                   |
| 1994 | 128e            |               |                  | 50e             |                      | 15e         |                |                |  |              |  |                   |
| 1995 |                 |               |                  |                 |                      | 52e         | 43e            |                |  |              |  |                   |